# یواس‌اس توماس (دی‌ئی-۱۰۲)
یواس‌اس توماس (دی‌ئی-۱۰۲) (به انگلیسی: USS Thomas (DE-102)) یک کشتی بود که طول آن ۳۰۶ فوت (۹۳ متر) بود. این کشتی در سال ۱۹۴۳ ساخته شد.